# 布拉德福德大学
布拉德福德大学（University of Bradford）是一所位于英格兰西约克郡布拉德福德市的公立研究型大学。作为一所平板玻璃大学，它于1966年获得皇家特许状，成为英国第40所大学，但其历史渊源可追溯至1832年这座工业化的西约克郡城镇建立的机械学院。
学生总数包括11,665名本科生和3,742名研究生。成人学生约占本科生群体的三分之一。学生总数的22%为外国学生，来自110多个国家。2010年，通过UCAS向该大学提交的申请共有14,406份，其中3,421份被录取。
该校于1973年建立了英国首个和平研究系，该系目前是世界上最大的大学和平与冲突研究中心。

## 历史

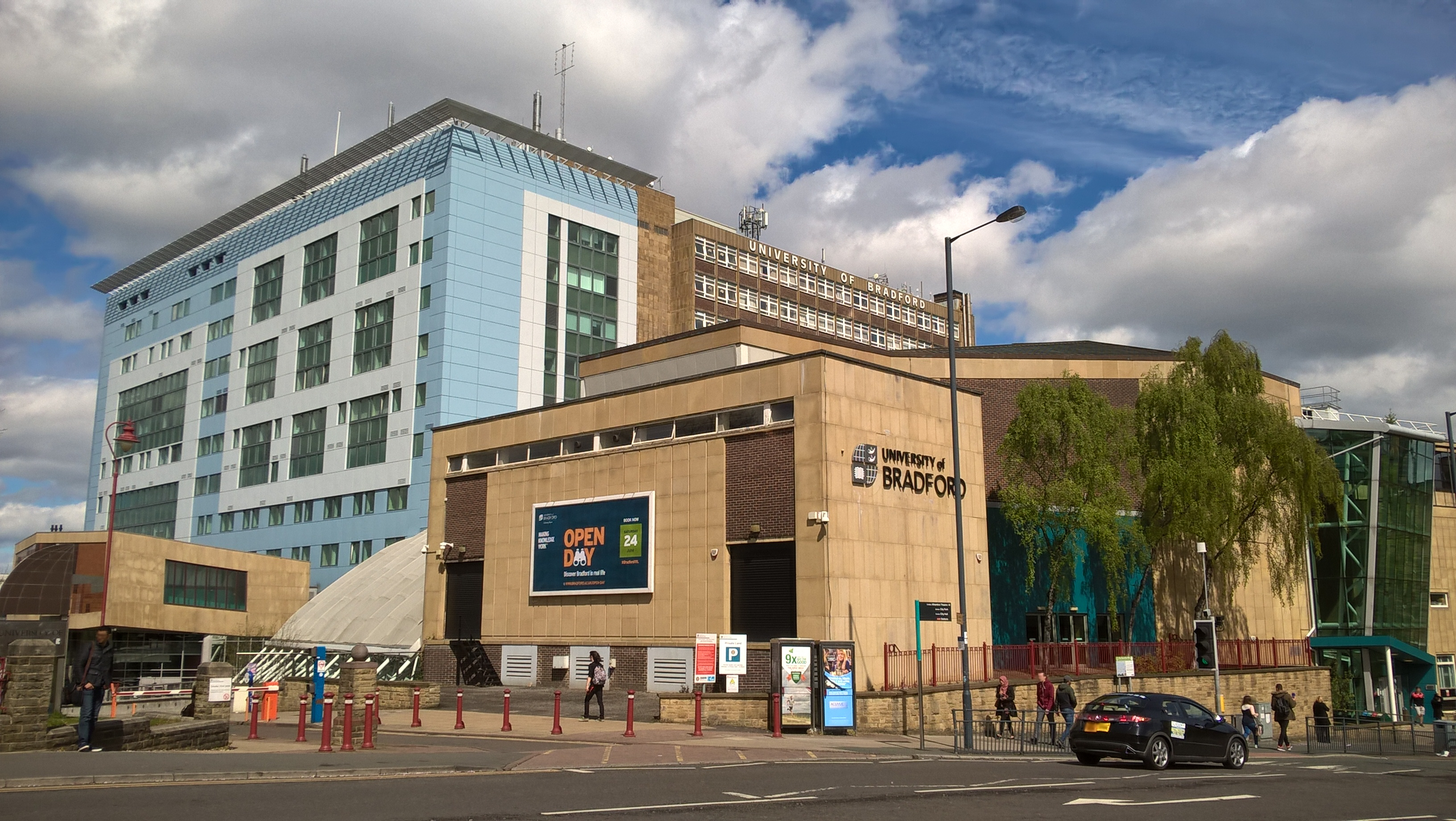
布拉德福德大学里士满大楼

该大学的历史渊源可追溯至1832年成立的机械学院（Mechanics Institute），其建立是为了满足该市对具备相关工作场所技能工人的需求。1882年，该学院成为布拉德福德技术学院（Bradford Technical College）。 1957年，布拉德福德理工学院（Bradford Institute of Technology）成立为一所高级技术学院（College of Advanced Technology），负责开设高等教育课程。校园内最大的建筑里士满大楼（Richmond Building）于1963年开始建造。随后在里士满路对面增建了霍顿大楼（Horton Building）和切舍姆大楼（Chesham Building）。
1966年授予法人特许状，创建布拉德福德大学；时任首相 哈罗德·威尔逊成为该大学的首任校监（Chancellor）。 在1970年代，随着布拉德福德大学南斯拉夫研究研究生院的建立，该大学成为南斯拉夫研究领域的重要国际中心，该研究生院是这一努力的核心机构。布拉德福德大学南斯拉夫研究部（Research Unit in Yugoslav Studies）早在1965年就已成立，英国地理学家弗雷德里克·伯纳德·辛格尔顿（Frederick Bernard Singleton）在其中发挥了重要作用。 安玛丽·沃尔普（AnnMarie Wolpe）从南非流亡后，于1963年在布拉德福德大学南斯拉夫研究系获得职位。

### 1980年代至1990年代
主校区的扩建在1970年代及之后持续进行，新增了图书馆与计算机中心、公共大楼、彭伯顿大楼和阿什菲尔德大楼。图书馆与计算机中心的扩建工程于1990年代中期完成。1996年，大学与前布拉德福德及艾尔代尔健康学院合并，后者随后成为大学内的健康研究学院。物理系于1980年代关闭。数学系于1997年停止招收本科生，剩余的研究生活动与教学支持并入计算机系成为数学单元。此后数学系在计算、信息学与媒体学院内重新开放。
1987年，该大学成为北部联盟（Northern Consortium）十二个创始成员之一。

### 21世纪
2009年9月，大学宣布将与利兹音乐学院（Leeds College of Music）合并。该学院最初曾于2009年4月宣布与利兹都会大学合并。 然而，因学院继续教育课程安排问题，谈判破裂。
后因财务限制宣布合并计划终止。利兹音乐学院的学位现由赫尔大学认证。

## 校园设施

### 基础设施
2005年，大学启动"生态校园"（Ecoversity）计划，同时开展8400万英镑的校园重建工程。 大学旨在通过减少浪费和使用可持续材料降低环境足迹。作为计划的一部分，布拉德福德于2006年12月成为公平贸易大学（Fairtrade University）。
截至2008年，多个重建项目已完成。里士满大楼部分外墙更新并增加隔热层，新建中庭由当地索尔泰尔（Saltaire）建筑师Rance Booth & Smith设计，于2006年12月开放，其屋顶采用ETFE（乙烯-四氟乙烯共聚物）材料——与伊甸园工程所用材料相同。 大学的癌症治疗研究中心从奥圣路（All Saint's Road）的独立场地迁至主校区新建筑，该建筑同时提供会议设施；原址建筑于2008年2月拆除。
体育设施改造于2009年夏季完成， 新建的学生村"绿色家园"（The Green） 于2011年9月开放。该建筑获得有史以来最高的BREEAM（建筑研究院环境评估法）评级。 大学原有的宿舍中，莱斯特里奇巷（Laisteridge Lane）宿舍于2005年售予"企业住宅管理公司"，谢尔布里奇绿地宿舍（Shearbridge Green Halls）于2006年12月拆除。朗赛德巷（Longside Lane）和柯克斯通宿舍（Kirkstone Halls）于2009年上半年拆除。
大学设有"领先的100座PC集群"用于教学、学习和计算机化评估，并拥有美术馆、剧院和音乐中心。8400万英镑的校园投资包括：生命科学学院实验室重大翻新、管理学院新建MBA套件和图书馆、学生会大楼"学生中心"（Student Central）改造。
大学校园连续两年荣获《泰晤士高等教育》奖项"可持续发展杰出贡献奖"。
2021年，校园建筑进行350万英镑翻新，重点提升能源效率和减少碳排放。改造涉及里士满大楼和霍顿大楼。 此外，2022年大学获前英特尔首席技术官、校友文卡塔·"穆尔蒂"·伦杜钦塔拉博士（Dr. Venkata "Murthy" Renduchintala）捐赠200万英镑，用于发展"穆尔蒂-伦杜钦塔拉空间人工智能中心"，并宣布计划于2024年发射PocketQube（立方星）原型卫星。

### J·B·普里斯特利图书馆

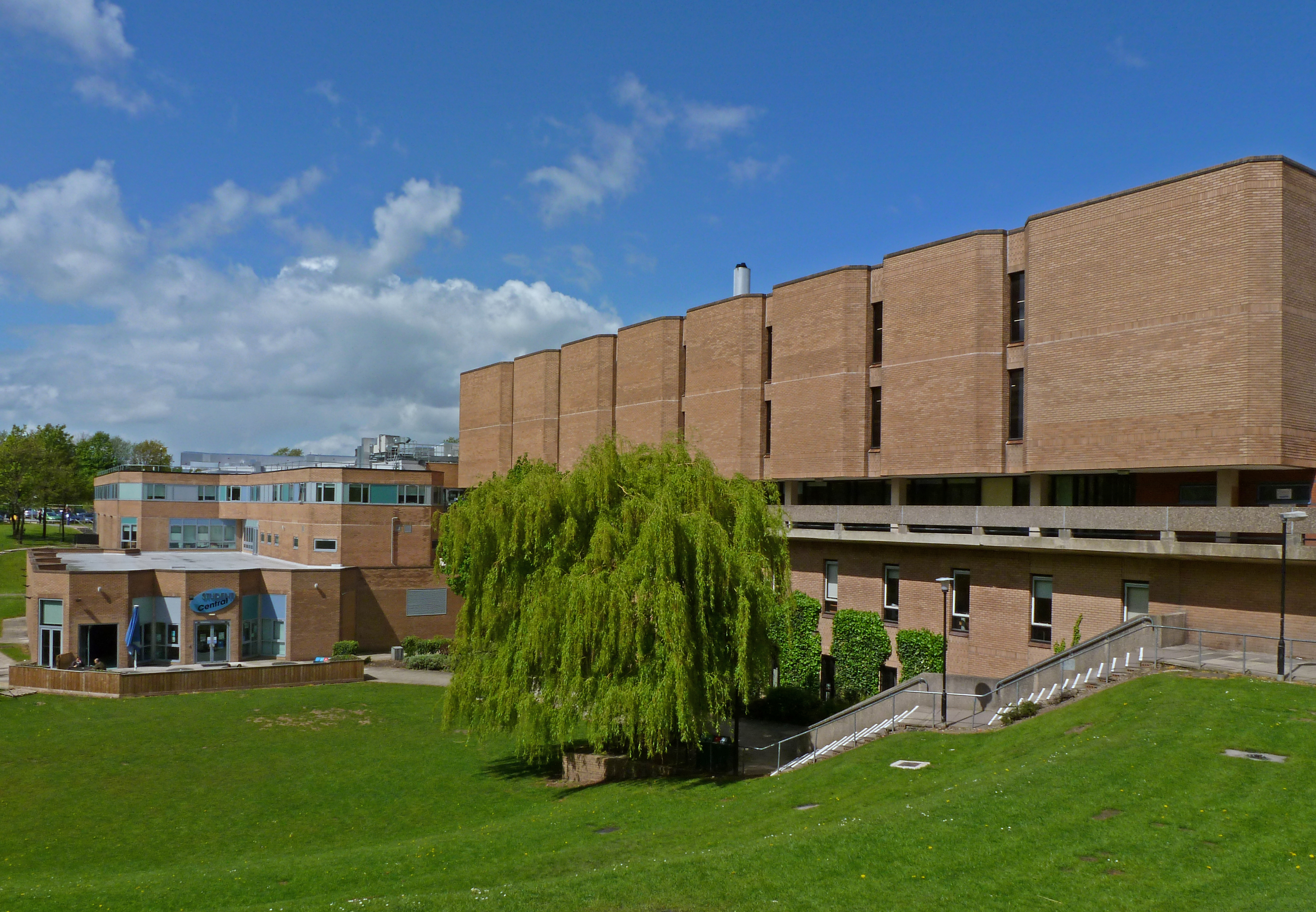
布拉德福德大学J·B·普里斯特利图书馆与学生中心

J·B·普里斯特利图书馆每年开放360天，全天24小时服务。 馆藏53万册图书、1,100多种印刷期刊及约6万种电子期刊。
该图书馆于1975年10月18日由J·B·普里斯特利（图书馆以其命名）及时任大学校监哈罗德·威尔逊揭幕。 当时，图书馆拥有占据整层的先进计算机中心（共五层）。1990年代图书馆进一步扩建。

## 组织架构与治理

### 历任校监
- 哈罗德·威尔逊（1966–1985年）（1964–1970年及1974–1976年任英国首相；后受封里沃克斯的威尔逊勋爵）
- 约翰·哈维-琼斯（1986–1991年）
- 特雷弗·霍兹沃思（1992–1998年）
- 贝蒂·洛克伍德女男爵（1998–2005年）
- 伊姆兰·汗（2005–2014年）（2018–2022年任巴基斯坦总理）
- 凯特·斯旺（2015–2022年）
- 安妮塔·拉尼（2023年至今）

现任校监（Chancellor）为布拉德福德本地电视电台主持人安妮塔·拉尼。

### 历任校长
- E·G·爱德华兹（1966–1978年）
- 约翰·C·韦斯特（1978–1989年）
- 戴维·约翰斯（1989–1998年）
- 科林·贝尔（1998–2001年）
- 克里斯·泰勒（2001–2007年）
- 马克·克利里（2007–2013年）
- 布莱恩·坎托（2013–2019年）
- 雪莉·康登[28]

首任校长E·G·爱德华兹博士原为布拉德福德理工学院院长，后接管新大学。
现任校长（2019年至今）为雪莉·康登。

### 住宿
2011年9月开放的"绿色家园"（The Green）是耗资4000万英镑建造的专用学生住宿区。为生态友好型设计，该建筑获BREEAM史上最高评分（95.05%），表彰其可持续建筑开发与运营。它也是英国首个BREEAM"卓越级"学生宿舍。

### 学部架构
大学设四个学术学部。 这些学部此前称为"学院"（schools），2014年更名以避免与下属单位（亦常称schools）混淆。许多建筑设施（如演讲厅）由所有学部共享使用。

#### 工程与信息学学部
2013年10月1日，工程设计与技术学院（School of Engineering, Design and Technology）与计算、信息学及媒体学院（School of Computing, Informatics and Media）合并组建工程与信息学学部（Faculty of Engineering and Informatics）。 该学部下设三所学院：
- 工程学院[32]（机械与能源系统工程、生物医学与电子工程、土木与结构工程、化学工程专业）
- 电气工程与计算机科学学院[33]（电气电子工程、计算与数学专业）
- 媒体、设计与技术学院[34]（媒体与设计专业）

以下描述原EDT与SCIM学院：

##### 计算、信息学与媒体学院

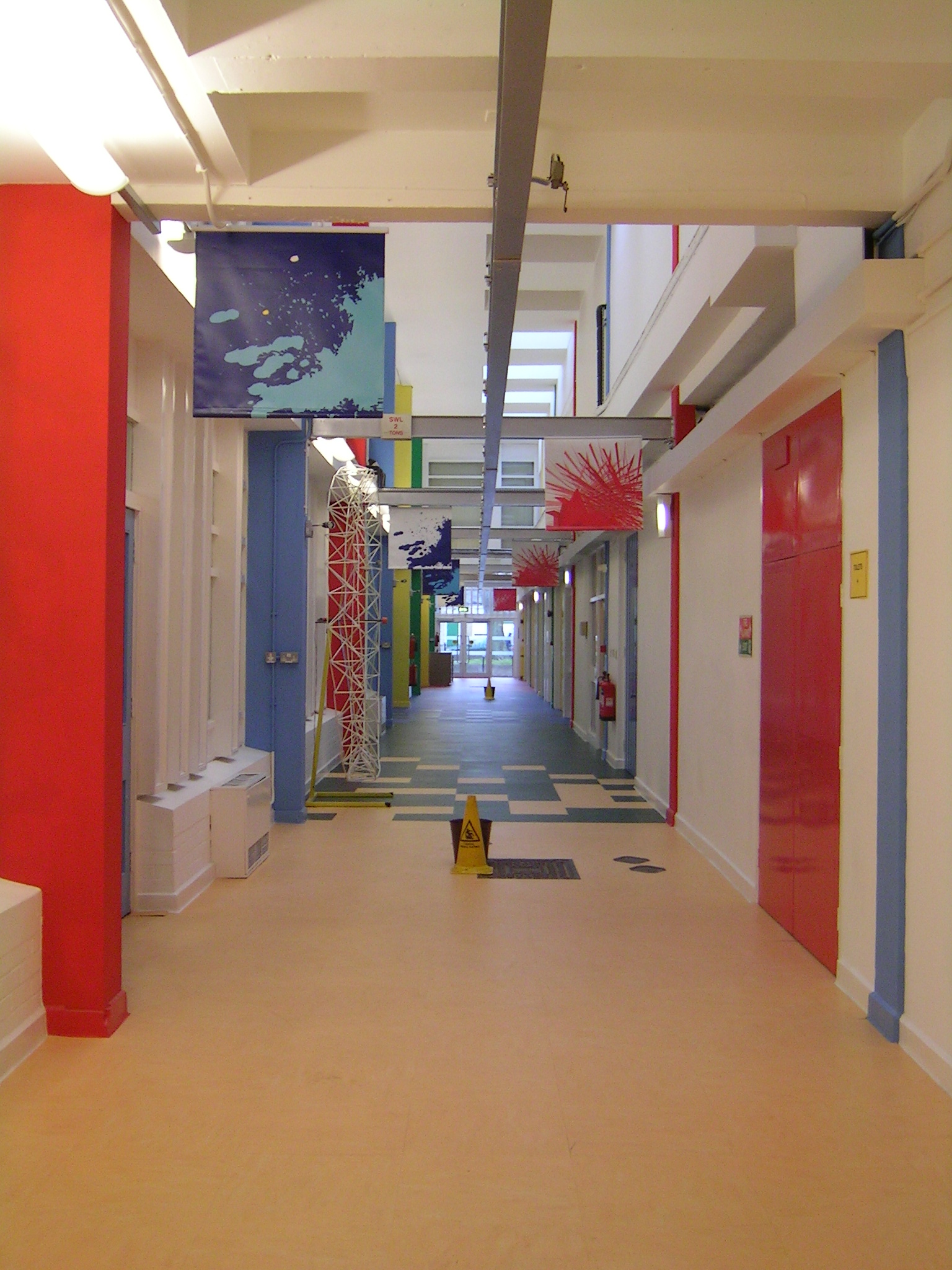
布拉德福德大学切舍姆大楼

该大学第二大院系包含计算机系、布拉德福德媒体学院（BMS）、创意技术系（CT）和数学系。
SCIM提供40多个本科课程及多个研究生领域教学，涵盖计算、信息通信技术、机器人、数学、媒体与电视。学院研究氛围活跃，逾100名学生注册MPhil/PhD学位。
计算机系于1967年开设英国首批计算机科学硕士课程，1970年开始本科教学。
电子影像与媒体传播系（EIMC）成立于1991年，课程开发与布拉德福德及伊尔克利社区学院（现名布拉德福德学院）和国家摄影、电影与电视博物馆（现国家科学与媒体博物馆）合作。该系是首批提供媒体技术理学士课程的院系之一，后续开设首批动画与电脑游戏学位，近年扩展推出类似文学士课程。 如今SCIM不再与学院合作，但强化了与附近国家媒体博物馆的联系。在计算机系合作下，其研究在2001年RAE中获得4级评级。
非线性视频编辑/培训室以希普利（Shipley）出生的电影导演托尼·理查德森命名，1996年由其女演员娜塔莎·理查德森揭幕。
2007年，学院与格里姆斯比学院（Grimsby Institute）东海岸媒体中心及国家媒体博物馆合作竞标技能组（Skillset）媒体学院资格，于2008年获批。认证主要覆盖布拉德福德媒体学院的课程。
学院核心部门创新单元（Innovations Unit）将SCIM专家资源服务于商业与社会企业。此合作属政府"知识转移"计划，亦包括与国内外企业的伙伴关系。创新单元还设有"Simula"项目，利用知识转移与资源（如学院动作捕捉系统）开发商业项目，包括游戏《车神：平行线》、《世界斯诺克锦标赛》和《GTR》。

##### 工程、设计与技术学院
大学继承自布拉德福德理工学院的多项工程课程（如土木工程）延续至今。所有工程课程均获相关学会认证。学院还开设大量设计与技术本科及研究生课程，研究领域涵盖汽车工程、高分子材料、电信与先进材料工程。
自1966年大学成立起，各工程分支由独立院系授课。大学三学部重组时，单一工程、设计与技术学院成立，整合机械工程系、土木与结构工程系、电气与电子工程系及工业研究系。化学工程系在新学院成立前关闭。但2010年，在化学工程师学会支持下，化学工程本科课程重启——该三年制工学学士课程首届学生于2013年6月毕业。2012年研究生课程亦启动。

#### 健康研究学部
健康研究学部前身为护理学院，更早为艾尔代尔健康学院（Airedale College of Health），1996年并入大学；此前其为大学附属学院，学位由大学认证。 学院已迁至主校区，入驻2011年重大翻新的霍顿A楼。霍顿大楼经扩建并新增楼层以容纳护理学院。护理学院原址位于三一路（Trinity Road）独立场地，距主校区步行约10分钟，靠近布拉德福德圣卢克医院。
学院专攻护理、物理治疗、助产学、职业治疗与放射学学位。系内开设专业药物疗法课程及痴呆症护理非全日制课程。该系学生群体以女性为主，成年学生比例较高。
物理治疗课程在2014年和2017年《英国完全大学指南》中分别排名第9位和第3位。

#### 生命科学学部
生命科学学部学生规模居各院系之首，每年录取2,000余名本科生，涵盖生物医学、化学与法医学、临床科学、验光学、药学及考古、地理与环境科学等领域。
布拉德福德验光学与视觉科学学院（BSOVS） 在健康与数字企业区（DHEZ）凤凰西南大厦设有眼科诊所，作为学生培训设施为当地社区提供初级医疗服务。BSOVS还提供多种其他临床服务（如2010年10月开放的电子诊断单元），可由执业医生转诊患者。
皮肤科学中心是英国基础与转化皮肤毛囊研究规模最大的学术中心之一。
癌症治疗研究所在研究领域声誉卓著，与学部其他部门紧密合作。
考古、地理与环境科学系位于翻新的19世纪末工厂建筑内，配备大量专业设施。该系原为独立学院，2006年并入生命科学学部。

#### 管理、法律与社会科学学部
管理、法律与社会科学学部为新近合并组建。2018年前社会科学部独立存在。管理与法律学部（含布拉德福德大学管理学院和法学院）此前位于距主校区约4.8公里的埃姆巷（Emm Lane）13英亩园林校区。2019年，大学将该学部迁至主校区。学部教授商业、金融、会计、管理与营销课程。自2005年起开设经认证的法学学士（LLB）法律学位课程。除本科课程外，还设多个硕士、MBA及工商管理博士（DBA）项目。
其研究兼具国际性与跨学科特点，设五个主要研究组覆盖管理各主要领域，并与美洲、澳洲、加拿大、丹麦、法国、荷兰、西班牙及瑞典的20所大学建立合作交流协议。
管理学院获经济与社会研究委员会（ESRC）全面认证，可授予工商管理博士与博士学位；其MBA课程组合获工商管理硕士协会（AMBA）认证及欧洲质量改进体系（EQUIS）认证。

#### 社会与国际研究学部
社会与国际研究学部涵盖发展学、经济学、人文学科（含英语与历史）、政治学、国际关系、和平研究、心理学、犯罪学与社会工作领域。该学部提供多种授课型本科与研究生课程，并设多个活跃研究领域（尤以冲突解决为特色）。学部积极参与"和平城市计划"（Programme for a Peaceful City）。
下设六个分部（部分曾称系或学院）：经济学分部、和平研究分部、国际发展分部（BCID）、社会学与犯罪学分部、心理学分部及社会关怀与社会工作分部。
心理学研究中心提供英国心理学会认证的本科心理学课程。2008年，温斯顿勋爵为新建的尖端心理学实验室揭幕，用于教学与研究。作为大学最受欢迎课程之一，《全国学生调查》将布拉德福德心理学列为英国前五，学生满意度达94%。

## 学术概况

### 校训
当前布拉德福德大学出版物多采用校训"让知识创造价值"（Making Knowledge Work），体现机构对就业导向课程的重视。大学于2007年6月宣布将此短语注册为商标。
但正式纹章下方的铭文为"赋予发明以光明"（Give Invention Light），引自莎士比亚十四行诗第38首。 大学近年宣传材料中也使用"激发灵感"（Be Inspired）和"直面不平等，颂扬多样性"（Confronting Inequality, Celebrating Diversity）等口号。

### 声誉与排名
《泰晤士报》优秀大学指南2005年将布拉德福德列为英国毕业生就业率第7位，2006年升至第2位。
大学在研究与知识转移方面声誉卓著。基于研究经费，其在英格兰大学中位列前50（高等教育基金委员会2009–10年度数据）。
师生比位居英国前列（在《独立报》、《泰晤士报》和《卫报》排行榜中属第二梯队）。2008年RAE评估显示，提交研究的学者中80%从事国际领先或世界级研究。

## 学生生活

### 学生会
学生完成注册后自动成为布拉德福德大学学生会（UBU）成员。UBU提供咨询服务，运营广播电台，管理众多社团与体育俱乐部。学生会由每年选举产生的理事会管理，包括六名全职带薪干部和九名非带薪干部。其架构在业界较为特殊，采用"扁平结构"——时任主席舒蒙·拉赫曼（Shumon Rahman）于2001年废除了学生会主席职位。
学生会位于校园学生中心大楼内，毗邻大学酒吧、咖啡馆、商店和图书馆。学生会（UBU）通过提供必要建议与信息协助学生。

#### 活动
学生可使用校园内的"独特"（Unique）中心，设施包括健身房、25米室内游泳池和攀岩墙。
学生参与学生会的主要形式为体育俱乐部（通过体育联盟，通称AU） 和社团（通过社团联合会）。 种类丰富，含许多课程相关社团（如布拉德福德眼科光学学生协会）。学生亦可自由创建社团。
学生会还拥有英国历史最悠久的学生电台之一Ramair，以及学生报纸和老牌布拉德福德学生影院——定期免费向师生放映新片。RamAir于2012年主办学生电台大会，学生伊恩·瑟斯菲尔德（Ian Thursfield）2011年获全国电台奖项。

### 大学挑战赛
大学于1979年1月28日夺得大学挑战赛冠军，布拉德福德队在第三回合以215分比160分击败兰开斯特大学。 2004年表现欠佳，仅得35分，创节目史上并列第三低分记录。

## 校友
- 蓋文·威廉姆森，英國政治人物，教育大臣。
- 阿米鲁丁韩沙，马来西亚政治人物，國會議員。
- 梅利赫·阿卜杜勒哈伊奥卢，土耳其企业家。

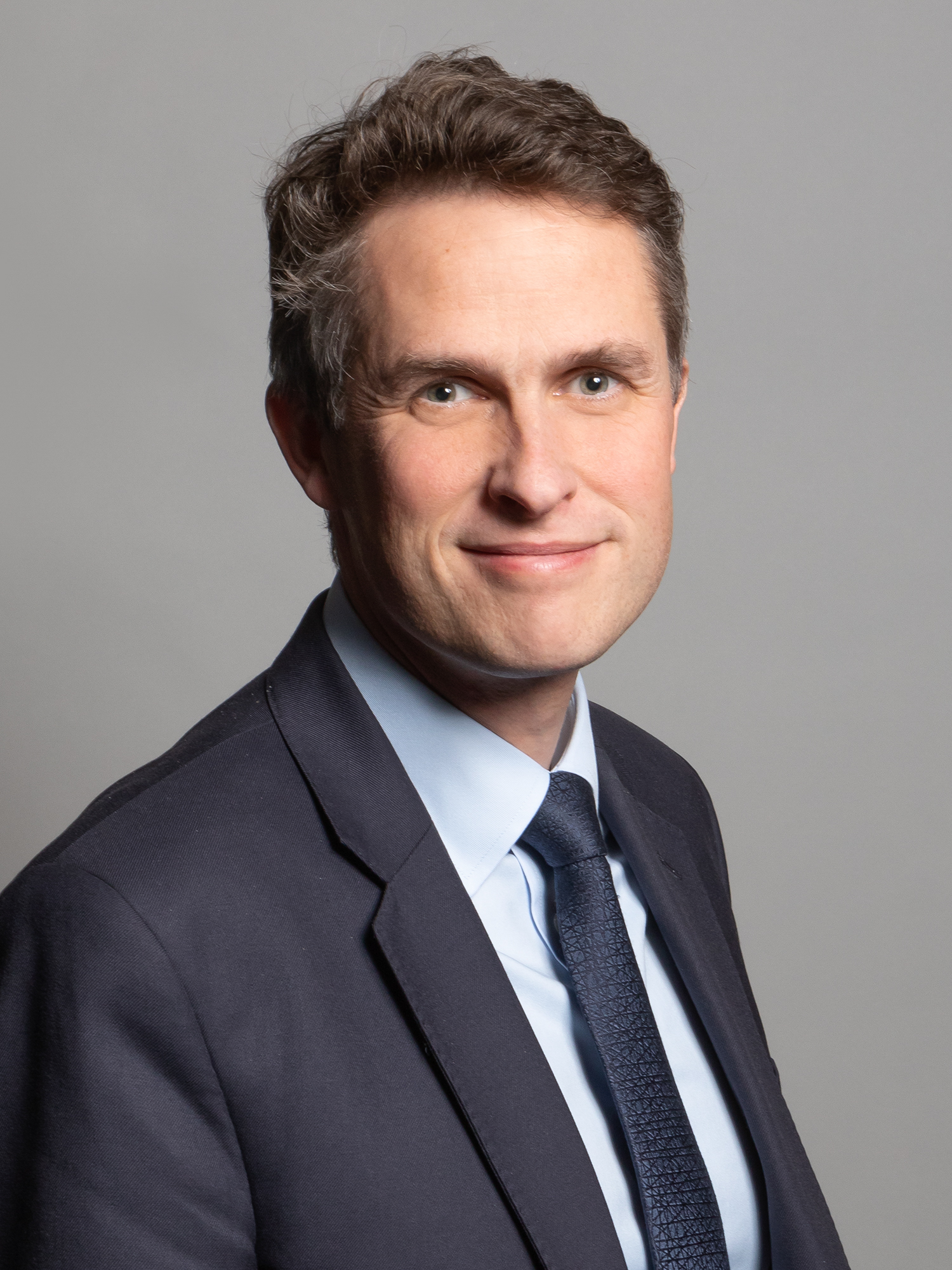
蓋文·威廉姆森

- 林钦尼亚木·阿玛尔扎尔嘎勒，蒙古政治人物，曾任蒙古總理。
- 梅利赫·阿卜杜勒哈约格鲁 – 科摩多集团创始人兼首席执行官
- 迈克·艾姆斯伯里 – 工党下议院议员
- 尼克·贝恩斯 – 布拉德福德教区主教，利兹教区主教及广播员[61]
- 伊恩·巴恩斯 – 演化遗传学学者，以其在古DNA方面的工作而闻名
- 阿姆贾德·巴希尔 – 保守党欧洲议会议员
- 约翰·比曼 – 海峡群岛政治家
- 克劳福德·W·贝弗里奇 – 太阳微系统公司执行副总裁兼董事长
- 罗兰·博伊斯 – 工党下议院议员
- 亚历克斯·布鲁默 – 记者[62]
- 让-雅克·伯内尔 – The Stranglers贝斯手[63]
- 戴维·柴特 – 工党下议院议员
- 查库夫瓦·奇哈纳 – 马拉维亲民主活动家、工会主义者及第二任马拉维副总统
- 迈克尔·克拉珀姆 – 工党下议院议员
- 内克沙特·达奇 – 科索沃议会前议长
- 保罗·多诺万 – Eircom集团首席执行官
- 萨埃卜·埃雷卡特 – 巴勒斯坦解放组织指导与监督委员会负责人
- 珍妮特·芬奇 – 基尔大学前副校长
- 马丁·弗莱彻 – NBC新闻中东记者[62]
- 戴维·J·弗朗西斯 – 塞拉利昂首席部长
- 约翰·盖特 – 考古地球物理学家，《Time Team》节目主持人
- 斯蒂芬·肖恩·格里菲斯 – 连环杀手[64]
- 托丽·古德 – BBC天气预报员
- 约翰·赫格利 – 表演诗人[65]
- 斯蒂芬·赫斯福德 – 工党下议院议员
- 戴维·欣奇利夫 – 工党下议院议员
- 费莉西娅·黄怡新 – 演员、超模、2016年国际小姐印尼冠军及2016年印尼小姐冠军
- 穆罕默德·“莫”·易卜拉欣 – 企业家
- 弗雷德里克·威廉·乔伊特 – 工党下议院议员
- 克莱夫·刘易斯 – 工党下议院议员
- 珍妮特·利特尔莫尔 – 语言学教授[66]
- 图拉·洛泰 – 漫画艺术家[67]
- 里耶克·马沙尔 – 苏丹人民解放运动南苏丹政府前副总统。南苏丹反政府武装运动领导人（2013年至今）。
- 贝尔纳·马里埃特 – Quiksilver全球总裁
- 史蒂夫·麦凯布 – 工党下议院议员
- 乔恩·麦格雷戈 – 作家
- 迈克尔·梅多克罗夫特 – 前自由党下议院议员
- 梅赫兰·卡里米·纳塞里 – 曾在巴黎戴高乐机场生活的伊朗难民
- 保罗·奥格乌马 – 尼日利亚中央银行前行长
- 斯特拉·奇涅卢·奥科利 – 尼日利亚医药行业女商人
- 伊菲·奥努奥拉 – 前足球运动员
- 托尼·奥赖利 – 独立新闻与媒体集团主席，亨氏公司前首席执行官
- 约翰·皮纳尔 – BBC记者
- 苏珊·普赖斯 – 利兹都会大学副校长
- 贝尔·里贝罗-阿迪 – 工党下议院议员
- 琳达·赖尔登 – 前工党下议院议员
- 劳埃德·拉塞尔-莫伊尔 – 工党下议院议员
- 艾莎·萨劳丁 – CNN多媒体制作人
- 查尔斯·斯特罗斯 – 雨果奖获奖科幻作家。
- 凯特·斯旺 – WH Smith首席执行官
- 罗伯特·斯温德尔斯 – 作家
- 安·泰勒 – 前国际防务与安全国务大臣
- 本森·泰勒 – 作曲家（荣誉博士）
- 朱利安·托马斯 – 曼彻斯特大学考古学教授，《理解新石器时代》作者
- 哈桑·乌盖尔 – 教授
- 葆拉·文内尔斯 – 邮政局前首席执行官
- 戴维·沃德 – 布拉德福德东选区前自由民主党下议院议员
- 加文·威廉姆森 – 英国前教育大臣及前国防大臣
- 萨迪克·齐巴卡拉姆 – 伊朗教授、作家及政治分析家
- 吉布兰·拉卡布明·拉卡 – 印度尼西亚副总统
- 拉贾·朱利·安东尼 – 印度尼西亚土地事务与空间规划部副部长